# Titus Veturius Calvinus
Titus Veturius Calvinus lebte im 4. Jahrhundert v. Chr. und war wohl ursprünglich ein römischer Patrizier aus der gens der Veturier. Vermutlich wechselte er in den plebejischen Stand (transitio ad plebem) über, um sich wahrscheinlich die Möglichkeit der Wahlfähigkeit zum Volkstribun zu sichern. Hierbei behielt er, im Gegensatz zu einer Adoption, seinen patrizischen Gentilnamen bei.
In den Jahren 334 und 321 v. Chr. bekleidete er zusammen mit seinem Amtskollegen Spurius Postumius Albinus Caudinus das Consulat in der Römischen Republik. Während seines ersten Consulats führte er die Deduzierung der Kolonie Cales herbei. Zusammen mit Postumius Albinus verlor er in seiner zweiten Amtszeit als Feldherr im zweiten Samnitenkrieg die Schlacht an den Kaudinischen Pässen durch kampflose Aufgabe. Diese demütigende Niederlage der Römer hatte zum einen die vorzeitige Amtsniederlegung der Konsuln zur Folge und zum anderen deren spätere Auslieferung an die Samniten, weil die ausgehandelten Kapitulationsbedingungen vom Senat nicht akzeptiert wurden.
Da die Samniten die Auslieferung nicht annahmen, kehrte Titus Veturius Calvinus vermutlich nach Rom zurück, ohne je wieder politisch aktiv zu werden. Erst seinem späteren Nachfahren Lucius Veturius Philo gelang es 220 v. Chr., das Consulat als ein Angehöriger der Veturier anzutreten.